# Месяц у озера
«Месяц у озера» (англ. A Month by the Lake) — романтическая комедия 1995 года с Ванессой Редгрейв, Эдвардом Фоксом и Умой Турман в главных ролях. Фильм снят режиссёром Джоном Ирвином по роману Г. Э. Бейтса.
В ролях второго плана снимались: Алессандро Гассман, Алида Валли, Карло Картье, Наталия Бицци, Паоло Ломбарди, Риккардо Росси, Вероника Уэллс.

## Сюжет
Действие фильма происходит на одном из курортов Италии в 1937 году. Мисс Бентли (Редгрейв) проводит свой ежегодный отпуск на озере Комо и знакомится с вновь прибывшим майором Уилшоу (Фокс). Майор тем временем проявляет больший интерес к молодой и очаровательной мисс Бомон (Турман), также отдыхающей на Комо. Скучающая мисс Бомон ради развлечения даёт майору понять, что и он ей не безразличен. Мисс Бентли ревнует майора и, в свою очередь, пытается вызвать у него ревность, заведя роман с молодым итальянцем Витторио Бальсари (Гассман).

## Критика
В фильме ведётся медленное, но порой забавное повествование. Джон Ирвин создал спокойную приятную атмосферу идиллической обстановки на которой никак не сказывается приближение мировой войны. Зритель испытывает некоторые ностальгические чувства погружаясь в эту эпоху. Тон фильма слегка комичный, но с некоторыми элементами драмы.
Похвалой были отмечены исполнители главных ролей. Ванесса Редгрейв играет роль добродушной мисс Бентли, совершенной альтруистки. Эдвард Фокс даёт забавный портрет самодовольного человека. Ума Турман также приятно выглядит в образе насмешливой мисс Бомон. Все они играют с некоторым оттенком комичности, которая постепенно сходит на нет и действие становится более реалистичным и трогательным.
В романе между мисс Бентли и майором что-то трагичное и отчаянное одновременно. Оба они были несчастливы в любви в течение всей жизни и эти отношения может быть являются последним шансом обрести счастье. Мисс Бентли в этом свете особенно решительно настроена на продолжении отношений. В итоге каждый из них преодолевает все проблемы и финал оказывается благополучным.
Ума — настоящий специалист по части игры чарующих женщин. Её мисс Бомон, тем не менее, совсем не демоническая личность, а просто скучающая молодая женщина, которая, желая развлечься, не ощущает тот вред, который она может нанести своим поведением.

## Награды
В 1996 году актриса Ванесса Редгрейв была номинирована на кинопремию «Золотой глобус» за лучшее актёрское исполнение в этом фильме.